# Neobeckerella allusa
Genre
Espèce
Neobeckerella allusa, unique représentant du genre Neobeckerella, est une espèce de collemboles de la famille des Hypogastruridae.

## Distribution
Cette espèce se rencontre en Amérique du Nord.

## Publication originale
- Wray, 1952 : Some new North American Collembola. Bulletin of the Brooklyn Entomological Society, vol. 47, p. 95-106.